# Transnistrisch conflict

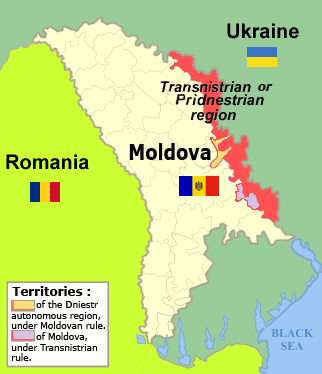
Transnistrië na het conflict (1990-1992.

Het Transnistrisch conflict is een geopolitiek conflict tussen Republiek Moldavië en Transnistrië. Het gaat om de arrondissementen Camenca, Girgoriopol, Dubăsari, Rîbnița, Slobozia, de stad Tiraspol en aan de Moldavische kant van de Dnjestr de stad Tighina. Het conflict begon in 1990, bij het uiteenvallen van de Sovjet-Unie, toen de Moldavische SSR veranderd werd in Republiek Moldavië, waarna Transnistrië aan de nieuwe republiek werd gevoegd. Ook was er in de jaren 90 een conflict tussen Republiek Moldavië en Gagaoezië.

## Achtergrond
Toen de Sovjet-Unie uiteenviel, verklaarde Moldavië zich op 2 september 1990 onafhankelijk. De Russische bewoners van Transnistrië vreesden een hereniging van Moldavië met buurland Roemenië. Ook de wet die de Roemeense taal als enige officiële taal van het land erkende, leidde tot veel protesten onder de etnische minderheden in Moldavië. Igor Smirnov riep zijn eigen staatje uit: de Socialistische Sovjet-Republiek Transnistrië.

## Militair conflict
De eerste dodelijke slachtoffers in het opkomende conflict vonden plaats op 2 november 1990, twee maanden na de onafhankelijkheidsverklaring van de PMR van 2 september 1990. Moldavië verklaarde Smirnov de oorlog, maar in Tiraspol - de hoofdstad van Transnistrië - lag toen nog steeds een groot contingent van het oude Sovjetleger dat Smirnov bijstond in zijn strijd tegen Moldavië. In 1992 volgde een korte burgeroorlog, die werd gewonnen door Transnistrië.

## Na de burgeroorlog
Sindsdien blijft Transnistrië een moeilijk gebied met veel schendingen van de mensenrechten, waarbij met name de Moldavische bevolking getroffen wordt. Rusland steunt Transnistrië tegen een beslissing van het Internationale Hof van Justitie. Het brak zijn belofte om Russische troepen in 2000 terug te trekken. Moldavië, en in wisselende mate ook Oekraïne, voert een meer op Europa gerichte koers dan Transnistrië.